# Conrad Hotels

Logo

Conrad Hotels ist ein Tochterunternehmen der Hilton Hotels, benannt nach dem Gründer Conrad Hilton. Gegründet wurde Conrad Hotels 1982, 70 Jahre nach der Gründung der Hilton-Kette, als Kette für luxuriöse Hotels und Resorts an den wichtigsten Orten der Welt.
Conrad Hotels war nicht das erste expandierende Projekt der Hilton Hotels. Schon 1949 versuchte man sich mit Hilton International in der Karibik, Puerto Rico, Madrid und Istanbul. 15 Jahre später wurde Hilton International ein eigenständiger Geschäftszweig, der an der Börse veräußert wurde, wobei die Hilton-Kette sich jedoch sämtliche Namensrechte sicherte.
Im Januar 1997 verschmolzen Hilton International und Hilton Hotels Corporation wieder.
Im November 2000, bildeten Hilton Group plc und Hilton Hotels Corporation eine Joint Venture für Luxushotels: Conrad. Im Besitz der beiden Teilhaber sitzt das Unternehmen in Brüssel.
Im Juli 2025 existierten weltweit 51 Conrad-Hotels.